# Leszczynka (województwo warmińsko-mazurskie)
Leszczynka (niem. Linkenau) – osada w Polsce położona w województwie warmińsko-mazurskim, w powiecie ostródzkim, w gminie Małdyty. W latach 1975–1998 miejscowość należała administracyjnie do województwa olsztyńskiego.
Osada wzmiankowana w dokumentach z roku 1382, jako wieś czynszowa na 25 włókach. Pierwotna nazwa to Lynkenow. W roku 1782 we wsi odnotowano 30 domów (dymów), natomiast w 1858 w 14 gospodarstwach domowych było 149 mieszkańców. W latach 1937–1939 było 316 mieszkańców. W roku 1973 jako majątek Leszczynka należała do powiatu morąskiego, gmina i poczta Małdyty. W tym samym czasie wymieniana jest wieś Leszczynka Mała (gmina i poczta Małdyty).